# Кејт Мос
Кетрин Ен Мос (енгл. Katherine Ann Moss; Кројдон, 16. јануар 1974) је енглеска манекенка.

## Биографија
Манекенством се почела бавити када је имала 14 година, 1988. године, а пронашла ју је Сара Дјукас, ловац на таленте из агенције Storm Model Management, на аеродрому у Њујорку. Била је на преко 800 насловних страница модних часописа, као што је „Воуг”
Њена слава је порасла почетком 1990-их година када је постала зачетница хероин шик модног тренда. Позната је по свом ситном мршавом телу без облина. Током своје каријере радила је за многе светски-познате модне куће и дизајнере, попут Гучија. Радила је за Фенди, Прада , Шанел, Ђорђо Армани, Кристијан Диор , Бурбери и многе друге. Била је у вези са певачем Питом Доертијем. Често је била критикована због свог, за нечији укус, превише мршавог тела и изгледа, чак и од стране бившег америчког председника Била Клинтона. Мос је најплаћенија  британска манекенка и једна од најплаћенијих на свету.